# Tongerlohuys

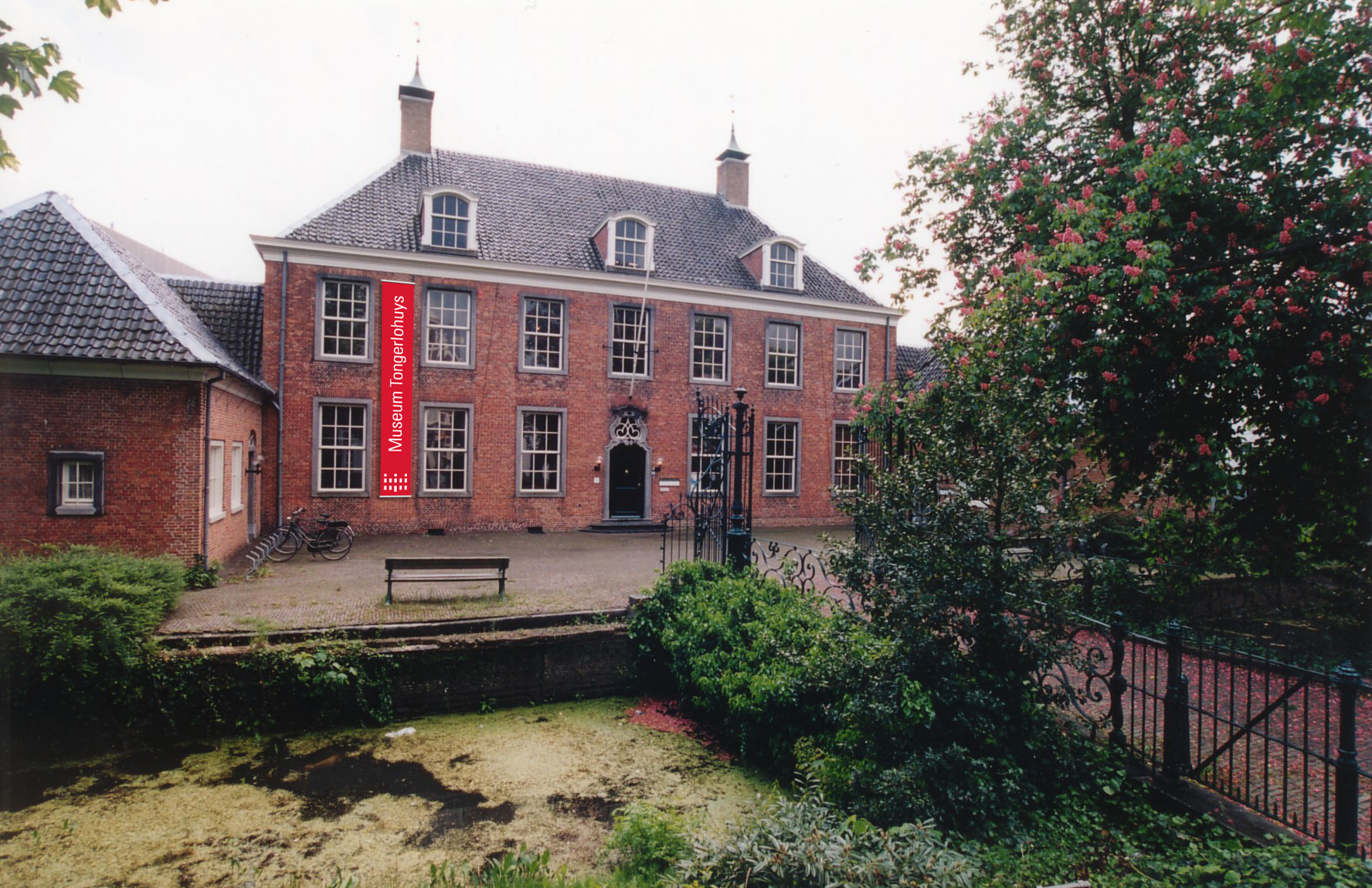
Het Tongerlohuys

Het Tongerlohuys aan Molenstraat 2 te Roosendaal was een refugium van de Abdij van Tongerlo.
Het is een rechthoekig, onderkelderd gebouw met schilddak dat dateert uit 1762. Het heeft twee lage vleugels aan de voorzijde en een galerij aan de tuinzijde.
Aan beide zijden heeft het hoofdgebouw een ingang met hardstenen omlijsting in Lodewijk XV-stijl. Enkele kamers in het hoofdgebouw hebben nog het originele stucwerk en schouw. In de 19e eeuw, toen het gebouw als pastorie in gebruik was, werd een eenvoudige huiskapel ingericht.
De stichting van een refugium had te maken met het feit dat de Abdij van Tongerlo het patronaatsrecht bezat van de parochie Nispen, waaruit ook de Roosendaalse parochie voortkwam. Ondanks het feit dat in 1648 de openlijke uitoefening van de katholieke godsdienst werd verboden, behield de Abdij toch aanzienlijke rechten. Het Tongerlohuys huisvestte de Norbertijner geestelijken die de eredienst in de parochie verzorgden. Tot 1971 diende dit huis als pastorie. Zie voor de geschiedenis van de parochie ook: Sint-Janskerk.
In 1974 werd, na een verbouwing, het gebouw in gebruik genomen door het Museum "De Ghulden Roos", het gemeentearchief en de Stichting Int Heyderadey. Het archief vertrok in 1991. Het Museum en de Stichting fuseerden in 2006, waaruit het Museum Tongerlohuys ontstond.
Tijdens de viering van 750 jaar Roosendaal in 2018 werden in het Tongerlohuys 252 iconen van Roosendaal gehuldigd, onder wie de WIC-admiraal Hendrick Lonck (1568-1634), musicus Jack Jersey (1941-1997) en de zanger en horecaondernemer Johnny Otis (1935-2021).